# تپه قاری مزرعه سی ۱
تپه قاری مزرعه سی ۱ مربوط به دوره اشکانیان است و در شهرستان مشگین‌شهر، بخش مرادلو، دهستان یافت، روستای قاری مزرعه سی واقع شده و این اثر در تاریخ ۲۶ اسفند ۱۳۸۷ با شمارهٔ ثبت ۲۵۷۹۸ به‌عنوان یکی از آثار ملی ایران به ثبت رسیده است.